# Lasino
Lasino (IPA: [laˈziːno]; Lasin in dialetto trentino) è una frazione del comune di Madruzzo, nella provincia di Trento.
Fino al 31 dicembre 2015 ha costituito, assieme ai centri abitati di Pergolese, Castel Madruzzo e a parte della frazione di Lagolo, un comune autonomo, che al momento del suo scioglimento contava 1 340 abitanti.

## Storia

Vecchio stemma comunale

### Simboli
Lo stemma e il gonfalone di Lasino erano stati approvati con deliberazione della Giunta provinciale di Trento n. 2180 del 2 marzo 1992.
Stemma
Gonfalone

## Monumenti e luoghi d'interesse

### Architetture religiose
- Chiesa di San Pietro, parrocchiale.
- Chiesa di San Siro sul colle omonimo

### Museo "La dòna de 'sti ani"

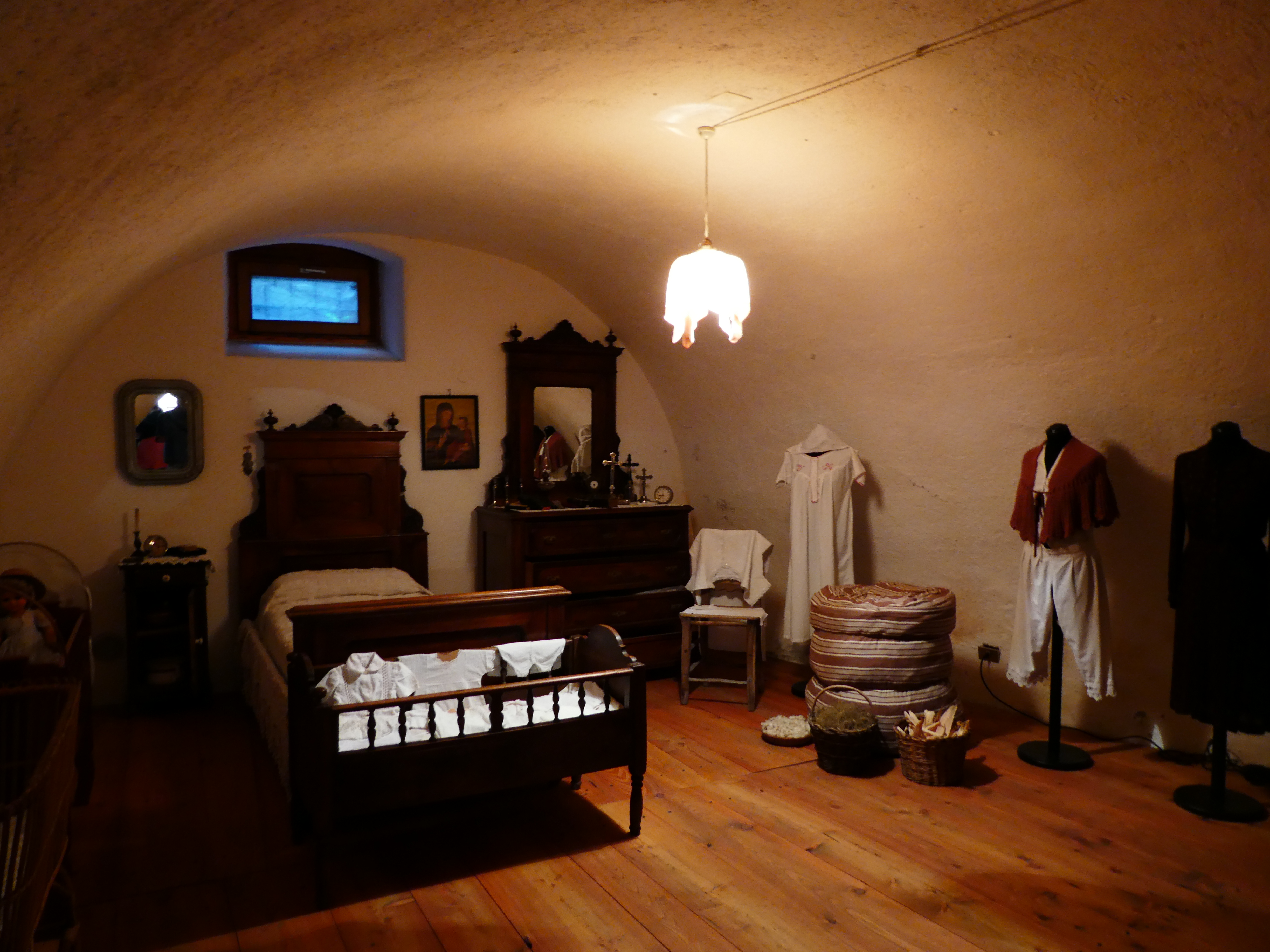
Una stanza del museo "La dòna de 'sti ani"

Situato negli avvolti del Municipio di Lasino il museo La dòna de 'sti ani è composto da due spazi espositivi che riproducono una cucina e una stanza da letto con mobilia e oggetti risalenti alla prima metà del Novecento.
L'idea è nata nel 2012 e il museo è stato inaugurato lunedì 8 dicembre 2014, presso la sala consigliare del comune di Lasino.
L'obiettivo principale del progetto era quello di ricostruire gli spazi e le attività a cui si dedicavano le donne di questo periodo storico: le occupazioni quotidiane come la cura della casa, il lavaggio dei panni, la preparazione del corredo.
La cucina, nucleo centrale delle abitazioni contadine, è la sala principale del museo: al suo interno sono conservati oggetti tradizionali usati in cucina (mestoli, padelle, paiolo), un focolare, una cucina economica, un tavolo con quattro sedie, una vetrina e una credenza.
Dalla cucina si accede alla camera da letto composta da un letto, alcune culle, un cassettone a ribalta, un armadio e vari altri oggetti.

## Società

### Evoluzione demografica
Abitanti censiti; per gli ultimi censimenti si evidenzia in blu la popolazione residente nel centro abitato di Lasino, in verde quella residente nei vecchi confini comunali.

## Geografia antropica
Nel 1928 il comune viene soppresso e i suoi territori aggregati al comune di Madruzzo; nel 1953 il comune viene ricostituito (Censimento 1951: pop. res. 1204). Nel 1978 distacco di territori aggregati al comune di Calavino (Censimento 1971: pop. res. 86). Il 1º gennaio 2016 si è fuso con Calavino per formare nuovamente il nuovo comune di Madruzzo.